# ФК Нафтан (Новополоцк)
ФК „Нафтан“ е беларуски футболен клуб от гр. Новополоцк.
Предишни имена: „Нефтяник“, ФК „Новополоцк“, „Двина“, „Комуналник“, „Нафтан-Девон“.
Най-големият успех в историята на клуба е Купата на Беларус от 2009 г., в която по-ценно е отстраняването на „БАТЕ“, Борисов на полуфинал с общ резултат 3:0. „Нафтан“ има и Купа на БССР от 1965 г.

## Успехи
- Носител на Купа на Беларус: 2009
- Носител на Купа на Федерацията: 2007
- Носител на Купа на БССР: 1965